# Campeonato Mundial de Pelota Vasca de 1955
El Campeonato del Mundo de Pelota Vasca de 1955 fue la 2ª edición del Campeonato del Mundo de Pelota Vasca, organizado por la Federación Internacional de Pelota Vasca. El campeonato se celebró en Montevideo (Uruguay).

## Desarrollo
El torneo se celebró en diciembre de 1955, contando con la participación de siete países: España, Argentina, México, Francia, Uruguay, Cuba y Chile. El ganador final fue la selección de España.

## Especialidades
Se disputaron 12 títulos mundiales en las diferentes especialidades, conforme el siguiente desglose en el que se indica el ganador y medallistas de cada una de ellas:
Trinquete, cuatro títulos:
| Especialidad    | Oro                                   | Plata                            |
| Mano individual | Uruguay A. Iraizos                    | Francia M. Etchemendy            |
| Mano parejas    | Francia M. Etchemendy - M. Vigneau    | España F. Bengoechea - J. Unanue |
| Paleta cuero    | Argentina J. Labat - W. Arrinda       | Francia E. Arte - J. Clairacq    |
| Paleta goma     | Argentina R. Novoa - Dellecassagrande | Uruguay G. Pereyra - A. Pardo    |

Frontón 36 metros, cuatro títulos:
| Especialidad    | Oro                             | Plata                              |
| Mano individual | España M. Moreno "Del Val"      | Francia P. Laxague                 |
| Mano parejas    | España José Ezcurra - F. Echave | Francia M. Etchemendy - D. Olhasso |
| Paleta cuero    | España V. Sola - S. Aristi      | Francia E. Arte - J. Clairacq      |
| Pala corta      | España J. C. Artola - S. Aristi | México F. Pardo - J. Ramos         |

Frontón 30 metros, dos títulos:
| Especialidad | Oro                             | Plata                                |
| Frontenis    | México J. Becerril - J. Garibay | Argentina J. Berdinas - A. Carocella |
| Paleta goma  | Argentina J. Labat - W. Arrinda | México J. Becerril - J. Beltran      |

Frontón 54 metros, dos títulos:
| Especialidad | Oro                         | Plata                               |
| Cesta punta  | México R. Montes - A. López | España J. Hernández - A. De la Rosa |
| Pala larga   | España V. Sola - F. Huarte  | México F. Pardo - J.Ramos           |

Nota 1: Se señalan únicamente los nombres de los pelotaris que disputaron las finales.

## Medallero
|   | País      | Oro | Plata | Bronce | Total |
| - | --------- | --- | ----- | ------ | ----- |
| 1 | España    | 5   | 2     | -      | 7     |
| 2 | Argentina | 3   | 1     | -      | 4     |
| 3 | México    | 2   | 3     | -      | 5     |
| 4 | Francia   | 1   | 5     | -      | 6     |
| 5 | Uruguay   | 1   | 1     | -      | 2     |

Nota 1: Se contabilizan en primer lugar el total de las medallas de oro y luego las de plata.
Nota 2: No se disputaron medallas de bronce.